# 格爾巴利足球俱樂部
格爾巴利足球俱樂部（OFK Grbalj）是黑山的一家足球俱樂部。俱樂部的主場位於Radanovići。球隊目前參加黑山足球乙級聯賽的賽事。

## 外部連結
- Profile by Weltfussballarchiv （页面存档备份，存于）
- Grbalj at UEFA.COM （页面存档备份，存于）
- Fudbalski savez Crne Gore